# Men & Chicken
Men & Chicken (Originaltitel: Mænd & Høns) ist eine dänische schwarze Komödie aus dem Jahr 2015 von Anders Thomas Jensen.

## Handlung
Gabriel und Elias sind Brüder, die wenig gemeinsam haben: Gabriel ist ein grüblerischer Professor für Philosophie und Evolutionspsychologie und hatte zumindest in der Vergangenheit ein rudimentäres Sozialleben, Elias hingegen ist ein cholerischer, leicht psychopathisch veranlagter Taugenichts mit überbordender Libido, der ständig auf der Suche nach Frauen ist, dabei aber keinen Erfolg hat.
Als der Vater der beiden stirbt, hinterlässt er ihnen eine Videokassette, auf der er ihnen eine Nachricht hinterlassen hat. Er gesteht auf dem Videoband, dass Gabriel und Elias adoptiert sind und einen gemeinsamen biologischen Vater, aber unterschiedliche Mütter haben. Der biologische Vater lebe auf der Insel Ork. Weitere Informationen sind der Kassette nicht zu entnehmen, da der Vater versehentlich Teile des Bands überspielt hat. Auf Initiative von Gabriel machen sich die beiden Brüder zur Insel Ork auf, um ihren biologischen Vater, der ein bekannter Stammzellenforscher sein soll, aufzusuchen.
Im einzigen Ort auf der Insel angekommen werden sie von der Schwester des Ortsvorstehers zum Haus gebracht. Vor dem Haus kommt es zunächst zu einer Prügelei mit den Bewohnern Gregor, Franz und Josef, die sich als Halbbrüder von Gabriel und Elias herausstellen und die Neuankömmlinge als Eindringlinge betrachten und gewaltsam vertreiben.
Kurz darauf lernen Gabriel und Elias den Ortsvorsteher Flemming und dessen Tochter Ellen durch einen Verkehrsunfall kennen. Flemmings Sorge ist die Einwohnerzahl des Ortes, die bei 41 liegt – bei unter 40 Einwohnern würde der Ort seine administrative Selbständigkeit verlieren. Nachdem er die Geschichte der beiden Brüder erzählt bekommen hat, hofft er sofort auf einen dauernden Aufenthalt der zwei und fährt sie bereitwillig zum Anwesen ihres Vaters, bei dem es sich um ein ehemaliges Sanatorium handelt, das in einem extrem baufälligen Zustand ist.
Bei einem erneuten Aufeinandertreffen kommt es erneut zu einer Schlägerei, bei der Gabriel ein Nerv eingeklemmt wird. Auf Vermittlung von Flemming kommt es dann doch zu einem Kennenlernen, und Gabriel, der temporär auf einen Rollstuhl angewiesen ist, und Elias ziehen vorübergehend in das Sanatorium ein. Dort herrschen schlimme Zustände: Das riesige Haus ist, obwohl es Strom und fließendes Wasser gibt, baufällig bis an die Grenze der Unbewohnbarkeit, Nutztiere hausen darin, und die drei sozial verrohten Halbbrüder sind in einem verwahrlosten Zustand. Der Kontakt zum Vater, der seine Räumlichkeiten im zweiten Stock hat, wird Gabriel und Elias mit Hinweis auf die Ruhebedürftigkeit des fast 100-Jährigen verwehrt.
Nach einigen Tagen reicht es Gabriel mit der Hinhaltetaktik der drei Bewohner. Er macht sich auf in den zweiten Stock und entdeckt dort die größtenteils bereits skelettierte Leiche seines leiblichen Vaters, dessen Tod die drei Bewohner verheimlicht hatten, um einer Räumung des Gebäudes zu entgehen. Gegen den Willen der vier anderen Brüder lässt Gabriel die Leiche von einem Bestatter abholen, sehr zur Sorge von Ortsvorsteher Flemming, der nun nur noch 40 Insulanern vorsteht.
Die Anwesenheit der beiden Stadtmenschen hat auf Gregor, Franz und Josef einen positiven Einfluss, sie benehmen sich zivilisierter, achten mehr auf ihr Äußeres, und Wortführer Franz erklärt sich bereit, sich erneut auf eine ihm zuvor gekündigte Stelle im lokalen Kindergarten zu bewerben.
Gabriels Interesse verlagert sich nun auf die verschlossene Tür zum Keller, in dem der Vater der fünf seine Forschungen betrieb und zu dem Franz den Zugang verbietet. Was sich dort findet, vermutet Gabriel schon, als er im Haus mutierte Tiere wie z. B. ein Huhn mit dem Kopf eines Schafs entdeckt. Eines Nachts verschafft er sich mit Hilfe des von ihm bestochenen Gregor Zugang zum Keller und findet heraus, dass ihrer aller Vater in einem im Keller befindlichen Labor an zeugungsfähigen Kreuzungen unterschiedlicher Tierrassen arbeitete. Er flieht entsetzt vom Sanatoriumsgrundstück, beschließt die Flucht von der Insel und kommt bis zur Abfahrt der Fähre bei Ortsvorsteher Flemming unter. Später hat Franz sein Bewerbungsgespräch, das er in Begleitung von Elias absolviert und das ungünstig verläuft; am Ende schlägt er die Kindergartenleiterin nieder. Ortsvorsteher Flemming ist nun gefordert, die als unzurechnungsfähig geltenden Brüder in ein auf dem Festland gelegenes Sanatorium bringen zu lassen. Nach einigem Zögern setzt sich Gabriel für seine Brüder ein, und aus eigenem Interesse ist Flemming schnell bereit einzuwilligen. Gabriel verschafft sich nun Zugang zum untersten Teil des Kellertraktes und löst das Geheimnis um die Herkunft der Brüder: Ihr Vater hatte, motiviert durch seine eigene Zeugungsunfähigkeit, mit Hilfe von Leihmüttern Mischwesen aus Mensch und Tier geschaffen und die Mütter anschließend getötet; die fünf Brüder haben Genanteile verschiedener Nutztiere und sind deshalb selbst zeugungsunfähig.
Die Brüder beschließen, zu ihrem eigenen Wohl die Experimente ihres Vaters fortzusetzen. Der Film schließt mit einer Szene mit einer großen, glücklichen Familie aus Mutanten.

## Entstehungsgeschichte

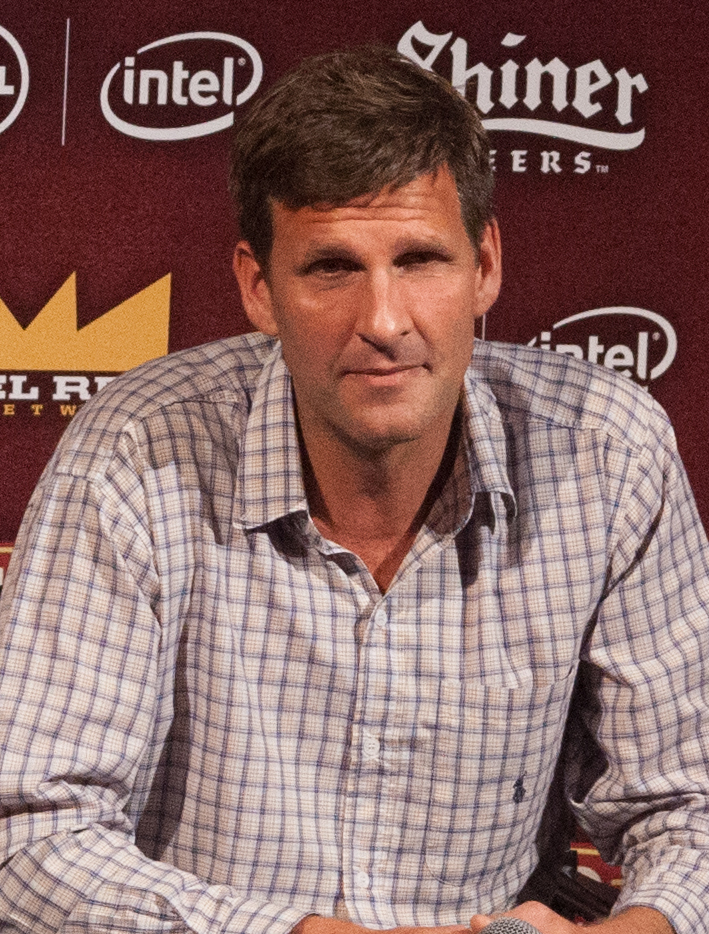
Regisseur und Drehbuchautor Anders Thomas Jensen beim Fantastic Fest 2015

Jensen hatte bereits 2005 für seinen Film Adams Äpfel, bei dem es sich ebenfalls um eine Komödie rund um verhaltensauffällige Sonderlinge handelt, mit Mikkelsen, Bro und Lie Kaas zusammengearbeitet. Gedreht wurde Men & Chicken auf Fünen (Dänemark) und in den Beelitz-Heilstätten in Beelitz (Deutschland). Kinostart in Dänemark war am 5. Februar 2015, der Deutschlandstart am 2. Juli 2015.

## Rezeption
Christian Horn sieht für Filmstarts.de „hintersinnig-boshaften Humor“ und „denkwürdige Figuren“ und bezeichnet Men & Chicken als „provokant-unterhaltsame Arthouse-Komödie“, merkt jedoch an, dass sie nicht an Jensens vorherige Ausflüge ins Komödienfach heranreiche. Kino.de notierte „absurde Dialoge und bierernste Bilder“ in der „köstlichen Satire“ und bezeichnete den Film als „die wohl schrägste Tragikomödie der Saison“. Der Tagesspiegel kritisiert einen vorhersehbaren Plot und ein „hanebüchenes“ Ende, „geheuchelten Tiefgang“ und „billige Gags“ und registrierte auf der positiven Seite lediglich eine „Handvoll starker Szenen“ und ihr Bestes gebende Schauspieler.